# Union des créateurs et entrepreneurs du cinéma et de l'audiovisuel de l'Afrique de l'Ouest
L’Union des créateurs et entrepreneurs du cinéma et de l'audiovisuel de l'Afrique de l'Ouest (UCECAO) est une organisation professionnelle créée le 13 janvier 1997 et qui regroupe  des professionnels du cinéma des différents pays ouest-africains (Bénin, Burkina Faso, Cap-Vert, Côte d'Ivoire, Gambie, Ghana, Guinée Conakry, Guinée-Bissau, Liberia, Mali, Mauritanie, Niger, Nigeria, Sénégal, Sierra Leone, Togo). Le siège de l’UCECAO est à Bamako. 
Les objectifs de l’UCECAO sont :
- regrouper les professionnels du cinéma et de l'audiovisuel de la Communauté économique des États de l'Afrique de l'Ouest (CEDEAO) ;
- promouvoir le développement de l'industrie cinématographique et de l'audiovisuel et particulièrement du cinéma africain ;
- inciter et renforcer le partenariat entre cinéastes, producteurs, distributeurs et exploitants de cinéma et de l'audiovisuel de la CEDEAO, dans les différents domaines de l'industrie cinématographique.

L’UCECAO organise chaque année les Rencontres cinématographiques de Bamako.
Souleymane Cissé préside l’UCECAO.